# Leerverkauf
Leerverkauf (auch: Blankoverkauf, englisch short sale) ist im Bank- und Finanzwesen ein Verkauf von Basiswerten (insbesondere Devisen, Wertpapiere oder Commodities), die der Verkäufer nicht besitzt, sondern für eine bestimmte Zeit geliehen hat. Dabei spekuliert der Leerverkäufer in der Regel darauf, dass der Preis des Basiswertes sinken wird.
Um die geliehenen und verkauften Basiswerte nach Ablauf der vereinbarten Leihzeit zurückgeben zu können, muss sich der Verkäufer bis zum Erfüllungszeitpunkt durch den Kauf der Waren oder Finanzinstrumente eindecken (Deckungskauf). Er macht folglich Gewinn, wenn der Preis des Basiswertes während der Leihzeit sinkt: Der Verkauf am Anfang der Leihzeit hat ihm in diesem Fall mehr Erlös gebracht als ihn der Kauf zum Erfüllungszeitpunkt kostet. Die Möglichkeit von Leerverkäufen ist dabei nicht auf den Finanzsektor beschränkt.
Leerverkäufe werden häufig kritisiert und stoßen regelmäßig auf Feindseligkeit seitens der Gesellschaft und politischer Entscheidungsträger. Empirische Forschung zeigt allerdings, dass ein Verbot von Leerverkäufen unwirksam ist und negative Auswirkungen auf die Märkte hat.

## Verfahren
Ein Leerverkauf kann als Kassageschäft oder als Termingeschäft ausgestaltet sein.

### Leerverkauf als Kassageschäft

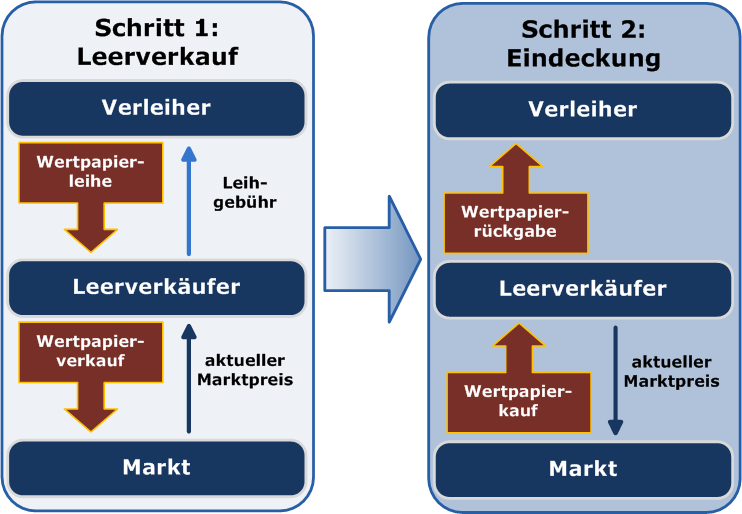
Schematische Darstellung eines als Kassageschäft durchgeführten Leerverkaufes mit Wertpapierleihe

Ein Leerverkauf in Form eines Kassageschäfts unterscheidet sich in Abschluss und Abwicklung nicht von einem normalen Verkauf. Das bedeutet insbesondere, dass der Leerverkäufer den verkauften Wert innerhalb der marktüblichen Fristen liefern muss. Bei Wertpapieren sind das – je nach betrachtetem Markt – meist zwei bis drei Geschäftstage. Er muss sich also den leer verkauften Wert rechtzeitig verschaffen. Im Falle von Wertpapieren geschieht das normalerweise durch eine Wertpapierleihe oder ein Wertpapierpensionsgeschäft (im Falle von Devisen analog durch einen Kredit bzw. einen Devisenswap).
Durch eine Wertpapierleihe (korrekt: Sachdarlehen) wird der Leerverkäufer im juristischen Sinn Eigentümer des geliehenen Wertpapiers. Ein Leerverkauf definiert sich jedoch nicht an dem juristischen Eigentum oder Nichteigentum des leer verkauften Wertes. Vielmehr ist die wirtschaftliche Betrachtungsweise ausschlaggebend, ob durch den Verkauf eine Shortposition entsteht, das heißt, ob der Verkäufer durch die Transaktion wirtschaftlich von einem Preisrückgang des verkauften Wertes profitiert.
Zur Rückführung der Leihe beziehungsweise des Pensionsgeschäftes muss der Leerverkäufer den verkauften Wert zu einem zukünftigen Zeitpunkt zurückkaufen. Ist der Preis des Wertes bis dahin gefallen, muss der Verkäufer einen geringeren Preis als den zahlen, den er bei dem Verkauf erzielt hat, und erzielt somit einen Gewinn. Ist der Preis dagegen gestiegen, macht der Verkäufer einen Verlust, da er sich zu einem höheren Preis eindecken muss.

### Leerverkauf als Termingeschäft
Bei Leerverkäufen über unbedingte Termingeschäfte (Forwards und Futures) muss im Gegensatz zum Kassageschäft erst in der Zukunft geliefert werden. Der Leerverkäufer kann den Leerverkauf vor dem Verfallstermin glattstellen, indem er den gegenläufigen Terminkauf tätigt, oder er kann den Basiswert vor dem Fälligkeitstermin kaufen und bei Verfall liefern. Gewinn- und Verlustmöglichkeiten entsprechen denen des Kassageschäftes.
Die Position, die durch den Leerverkauf als Termingeschäft für den Verkäufer entsteht, heißt Short-Position. Das ist unabhängig davon, ob der Verkäufer tatsächlich leer verkauft oder den Basiswert in Besitz hat.
Bedingte Termingeschäfte (Optionen) erlauben eine ähnliche Position wie ein Leerverkauf des Basiswertes, indem eine Verkaufsoption erworben oder eine Kaufoption veräußert wird. Zudem kann eine Position mit exakt dem gleichen Gewinn- und Verlustprofil wie ein Terminverkauf mit Optionen nachgebildet werden: Hierfür wird eine Verkaufsoption erworben und gleichzeitig eine Kaufoption veräußert, wobei beide Optionen den gleichen Ausübungskurs haben.

### Gedeckte und ungedeckte Leerverkäufe
Im Zusammenhang mit Wertpapierleerverkäufen existiert die Praxis des Naked Short Selling (im Deutschen mit „nackter“ oder „ungedeckter“ Leerverkauf wiedergegeben). Die Begriffsbildung ist uneinheitlich. Gemeinsam ist allen, dass der Leerverkäufer sich zum Zeitpunkt des Verkaufs noch kein Eigentum am leer verkauften Wertpapier verschafft hat. Die Bundesanstalt für Finanzdienstleistungsaufsicht (BaFin) fasst in ihren Allgemeinverfügungen, zuletzt vom 18. Mai 2010, den Begriff enger und versteht seit September 2008 unter ungedeckten Leerverkäufen jene, bei denen sich der Verkäufer weder Eigentum verschafft noch einen Anspruch auf einen Eigentumsübertrag hat.
Ähnlich ist die Begriffsbildung der SEC in den Vereinigten Staaten, für die ein Naked Short Sale vorliegt, wenn der Verkäufer nicht rechtzeitig für Eindeckung sorgt und so Gefahr läuft, in Lieferverzug zu kommen.
Ungedeckte Leerverkäufe sind in Deutschland und der ganzen Europäischen Union verboten.

#### Lieferverzug
Für den Fall eines Lieferverzuges gelten beim Leerverkauf die üblichen Regeln des Wertpapiergeschäftes, je nach Markt: In Deutschland muss zwei Geschäftstage nach Geschäftsabschluss geliefert werden, bei Verzug kann nach weiteren ein bis zwei Tagen eine Zwangsregulierung durchgeführt werden. Auf dem Euromarkt unter dem ISMA-Rahmenvertrag muss die Lieferung nach drei Geschäftstagen erfolgen. Frühestens nach zwei Tagen Verzug kann die Zwangsregulierung angedroht werden, die nach weiteren fünf Tagen durchgeführt werden kann, also frühestens acht Geschäftstage nach Abschluss.

## Einsatzmöglichkeiten, Chancen und Risiken
Ähnlich wie bei Derivaten gibt es bei Leerverkäufen drei grundsätzliche Einsatzmöglichkeiten:
- Als Spekulation auf zukünftige Preisänderungen, im Falle des Leerverkaufs einen Preisrückgang,
- als Sicherungsgeschäft, zum Beispiel, indem ein Terminkauf eines bestimmten Gutes über den Leerverkauf desselben Gutes abgesichert wird,
- oder zur Ausnutzung von Preisinkonsistenzen zwischen dem Kassamarkt und dem Terminmarkt (Arbitrage), etwa in Form der umgekehrten Cash-and-Carry-Arbitrage.

Bestimmte Termingeschäfte (beispielsweise Terminkauf, Kaufoption, Stillhalter einer Verkaufsoption) lassen sich am Kassamarkt nur mit Leerverkäufen absichern. Aufgrund dieser Absicherungsfunktion sowie der Arbitragemöglichkeit spielen Leerverkäufe eine wichtige Rolle bei der Preisbildung an den Terminmärkten.
Das Eingehen einer Short-Position in Form des Leerverkaufs eines Wertes beinhaltet ein Chancen-Risiko-Verhältnis (Marktpreisrisiko), das genau umgekehrt dem des Kaufes dieses Wertes ist. Beispielsweise ist beim Kauf einer Aktie der maximal mögliche Verlust auf den Kaufpreis begrenzt, während die Chancen aus einem Kursanstieg theoretisch unbegrenzt sind. Beim Leerverkauf dieser Aktie ist spiegelbildlich die Chance auf die erlöste Einnahme limitiert, während das Risiko durch einen Kursanstieg theoretisch unbegrenzt ist.
Gerade bei ungedeckten Verkäufen hat der Leerverkäufer ein Eindeckungsrisiko. Dies besteht darin, auf Grund mangelnder Verfügbarkeit des leer verkauften Wertes diesen nur zu einem erhöhten Preis oder gar nicht liefern zu können (vgl. Marktliquiditätsrisiko). Die Risiken des Käufers sind grundsätzlich mit denen aus einem normalen Kaufvertrag identisch. Der Käufer kann bei Nichterfüllung seitens des Leerverkäufers vom Vertrag zurücktreten und Schadensersatz verlangen.
Besonders problematisch ist der sogenannte Short Squeeze (englisch squeeze bedeutet Knappheit, Engpass), bei dem es nach Leerverkauf zu einem Kursanstieg der Aktie kommt. Viele Leerverkäufer wollen oder müssen ihre eingegangenen Short-Positionen glattstellen, um ihre Verluste zu begrenzen, was zu einem weiteren Kursanstieg führt und damit die Verluste aus diesen Positionen erhöht. Ein Beispiel hierfür ist der sprunghafte Kursanstieg der Volkswagen-Aktie auf über 1.000 Euro im Oktober 2008.
Leerverkäufe werden als charakteristisch für Hedgefonds angesehen (vgl. hierzu den Abschnitt Hedgefonds-Strategien im Artikel Hedgefonds).

## Rechtslage und Verbotsmöglichkeit

### Deutschland
Der Leerverkauf ist kein Spiel nach § 762 BGB, da eine beiderseitige Spielabsicht vorliegen muss; dem Käufer ist jedoch die Leerverkaufssituation nicht bekannt. Eine Legaldefinition des Begriffs Leerverkauf gibt es nicht. Zivilrechtlich unterliegen Leerverkäufe dem Kaufvertragsrecht, das die Möglichkeit eines Leerverkaufs zulässt. Das in § 433 Abs. 1 Satz 1 BGB für Kaufverträge kodifizierte Trennungsprinzip gestattet nämlich das Eingehen einer Verpflichtung, die erst später erfüllt werden muss. Danach wird der Verkäufer zunächst lediglich verpflichtet, dem Käufer Eigentum zu verschaffen. Der Kaufvertrag setzt als reines Verpflichtungsgeschäft mithin nicht voraus, dass der Verkäufer zum Zeitpunkt der Begründung seiner Lieferverpflichtung bereits lieferfähig ist. Das gilt auch für den Leerverkauf.
Scheitert die Eindeckung durch den Verkäufer, so bewirkt die Unmöglichkeit der Erfüllung durch den Verkäufer keine Unwirksamkeit des bestehenden Verpflichtungsgeschäfts (§ 311a Abs. 1 BGB). Diese Bestimmung beschreibt Fälle anfänglicher Unmöglichkeit, bei der das Lieferhindernis bereits bei oder vor Vertragsabschluss vorliegt. Ist es dem Verkäufer im Zeitpunkt des Vertragsschlusses nach § 275 BGB unmöglich, seiner Lieferverpflichtung nachzukommen, wird dem Käufer ein Rücktrittsrecht eingeräumt (§ 326 Abs. 5 BGB), bei Kenntnis des Verkäufers vom Leistungshindernis steht dem Käufer ein Schadensersatzanspruch aus § 311a Abs. 2 BGB zu.
Selbst am Kassamarkt ausgeführte Leerverkäufe sind laut der Gesetzesbegründung zur Börsengesetznovelle 1989 grundsätzlich den Börsentermingeschäften zuzuordnen. Grund ist, dass einem Bankkunden bei einem Leerverkauf ein Marktpreisrisiko entsteht, das für ein Börsentermingeschäft typisch ist. Kein Börsentermingeschäft liegt vor, wenn der Leerverkäufer aus einem anderen Termingeschäft einen zukünftigen Lieferanspruch auf die leer verkaufte Wertpapiergattung hat und sich die Papiere bis dahin leiht, da dann das für ein Termingeschäft übliche Risiko nicht entsteht.
Bis Dezember 2003 regelte das Kapitalanlagegesellschaftsgesetz (KAGG) im § 9 Absatz 5 Satz 1, dass Verkäufe von Wertpapieren, die zum Zeitpunkt des Geschäftsabschlusses nicht zum Sondervermögen nach § 6 KAGG gehörten, verboten waren. Das Verbot von Leerverkäufen traf jedoch nur die nach § 1 des KAAG errichteten Kapitalanlagegesellschaften und war auf sonstige Marktteilnehmer nicht anwendbar. Das KAGG wurde ab 2004 durch das Investmentgesetz (InvG) abgelöst. Dieses enthielt eine inhaltsgleiche Bestimmung in § 59 InvG. Seit 2013 finden sich Regelungen im Kapitalanlagegesetzbuch (u. a. §§ 205, 265 und 276 KAGB).
Zudem verbot seit dem 27. Juli 2010 § 30h Abs. 1 WpHG ungedeckte Leerverkäufe, bis die am 1. November 2012 in allen EU-Mitgliedstaaten in Kraft getretene Verordnung (EU) 236/2012 ein europaweites Verbot für solche Leerverkäufe aussprach. In § 53 Abs. 1 WpHG n. F. wird die Geltung dieser Verordnung für Deutschland bestätigt.

### Regulierungsmöglichkeiten
In verschiedenen Staaten besteht die Möglichkeit, Leerverkäufe vorübergehend einzuschränken oder ganz zu untersagen. In Deutschland kann die BaFin gemäß § 6 Abs. 1 WpHG Leerverkäufe in inländischen Aktien untersagen, wenn eine erhebliche Marktstörung droht. Vergleichbare Eingriffsmöglichkeiten gibt es in anderen Ländern.
In den Vereinigten Staaten hat die SEC 2005 eine spezielle Regelung, die Regulation SHO, für das Naked Short Selling aufgestellt und diese Regelungen im September 2008 verschärft.
Im Zuge der Finanzkrise ab 2007 wurden Leerverkäufe von Finanzwerten in Deutschland, Großbritannien, den Vereinigten Staaten, Frankreich, Australien, Kanada, Taiwan, Portugal und Irland und in Österreich verboten oder eingeschränkt.
Ende Januar 2010 wurde in Deutschland das Verbot ungedeckter Leerverkäufe, das die Aktien von elf Finanzunternehmen betraf, von der BaFin wieder aufgehoben, da sich die Situation an den Finanzmärkten wieder entspannt hatte. Mit Wirkung zum 25. März 2010 führte die BaFin ein Transparenzsystem für Leerverkäufe ein, das zehn Institute betraf. Die Regelung galt zunächst bis 31. Januar 2011 und wurde dann bis zum 25. März 2012 verlängert.
Am 18. Mai 2010 wurden abermals Einschränkungen für Leerverkäufe von Staatsanleihen der Euro-Zone sowie der zehn Institute erlassen. Diese Verbote galten vom 19. Mai 2010 bis zum 31. März 2011 und wurden laut BaFin laufend überprüft.
Im Zuge der Eurokrise wurden im August 2011 Leerverkäufe von Finanzwerten in Frankreich und Italien vorübergehend verboten.
Seit 2012 hat die Europäische Wertpapier- und Marktaufsichtsbehörde (ESMA) die Befugnis erhalten, Leerverkäufe zu verbieten. Im Januar 2014 bestätigte der Europäische Gerichtshof, dass die EU Leerverkäufe verbieten dürfe.
Nach massiven Spekulationen betreffend die Aktien des Zahlungsdienstleistungsunternehmens Wirecard verhängte die BaFin am 18. Februar 2019 erstmals ein Verbot von Leerverkäufen eines einzelnen Börsenunternehmens. Es bestand der Verdacht einer Marktmanipulation. Das Verbot lief nach zwei Monaten aus, so dass es ab 19. April 2019 wieder möglich war, auf fallende Kurse von Wirecard zu wetten.

## Meldepflicht
Hält eine natürliche oder juristische Person signifikante Netto-Leerverkaufspositionen in Aktien oder öffentlichen Schuldtiteln, die an einem Handelsplatz der EU gehandelt werden, sind diese seit dem 1. November 2012 gemäß der EU-LeerverkaufsVO der zuständigen Behörde zeitnah – konkret bis 15:30 Uhr des nächsten Handelstages nach ihrer Entstehung – anzuzeigen. Dies gilt ggf. auch für ungedeckte Positionen in Credit Default Swaps auf öffentliche Schuldtitel. Die Meldepflichten werden in Deutschland durch die Leerverkaufs-Anzeigeverordnung – LAnzV und die Netto-Leerverkaufspositionsverordnung – NLPosV konkretisiert.
Eine „Netto-Leerverkaufsposition“ liegt vor, wenn die Anzahl der gehaltenen Short-Positionen die Anzahl der gehaltenen Long-Positionen übersteigt, also quasi ein Überhang an Short-Positionen besteht.
Bei Aktien liegt beispielsweise Signifikanz vor, wenn die Netto-Leerverkaufsposition 0,2 % oder mehr des ausgegebenen Aktienkapitals beträgt („Meldeschwelle“). Werden 0,5 % oder mehr erreicht, werden die Positionen der Öffentlichkeit offengelegt („Offenlegungsschwelle“).
In Deutschland sind offengelegte Netto-Leerverkaufspositionen dem Bundesanzeiger zu entnehmen.

## Geschichte

### Anfänge
Transaktionen des holländischen Händlers Isaac Le Maire gelten als erster Leerverkauf. Le Maire war ein großer Teilhaber der Niederländischen Ostindien-Kompanie (niederländisch Vereenigde Oostindische Compagnie, abgekürzt VOC). Im Jahre 1602 investierte er etwa 85.000 Gulden in die VOC. Im Jahre 1609 zahlte die VOC keine Dividenden, und Le Maires Schiffe auf den Routen zum Baltikum waren wegen der Handelsstreitigkeiten zwischen Großbritannien und der VOC durch englische Schiffe bedroht. Le Maire beschloss, seine Anteile an der VOC zu verkaufen, und zwar mehr von diesen, als er besaß. Die Notablen verurteilten diese Handlungsweise und erließen, als erste Regulierung für Börsengeschäfte überhaupt, ein Verbot von Leerverkäufen. Dieses Verbot wurde einige Jahre später aufgehoben.

### Große Depression
Im Gefolge der großen amerikanischen Börsenkrise von 1929 (siehe Schwarzer Donnerstag), die in den Vereinigten Staaten zur Großen Depression und zur Weltwirtschaftskrise führte, wurden Leerverkäufe 1932 in den Vereinigten Staaten durch das sogenannte Uptick-Gesetz (englisch Uptick rule) verboten beziehungsweise eingeschränkt. Mit Inkrafttreten des Uptick-Gesetzes wurden Leerverkäufe bei Titeln mit fallenden Kursen untersagt. Der Leerverkauf einer Aktie war nur zulässig, wenn die letzte Transaktion über dem vorherigen Kurs lag. Das Gesetz wurde 2007 aufgehoben, eine umstrittene Entscheidung.

### COVID-19-Pandemie
Im Zuge der COVID-19-Pandemie geriet die Wirtschaft weltweit unter Druck. Der FTSE 100 verlor in drei Monaten 25 % und Hedgefonds tätigten vermehrt Leerverkäufe von Unternehmen, die im Vereinigten Königreich gelistet waren. Ein Aufruf der Bank of England von Mitte März 2020, die Praxis einzustellen, fand zunächst kein Gehör und die Meldungen über die Shortpositionen der Funds erreichten in der auf die Erklärung folgenden Woche ein neues Hoch. Daraufhin wurden Forderungen laut, die Financial Conduct Authority solle vorübergehend im Vereinigten Königreich bestimmte Werte, ähnlich wie es kurz zuvor in Spanien, Belgien, Österreich und Italien sowie durch die Autorité des marchés financiers in Frankreich geschehen war, von Leerverkäufen ausnehmen.

### Neuere Formen der Leerverkaufsstrategie
Ende der 2010er Jahre kam eine neue Strategie der Leerverkäufe auf: Der Spekulant untersucht Bilanzen von Firmen, von denen er annimmt, dass sie nicht der wirtschaftlichen Realität der Firmen entsprechen, d. h. dass die Bilanzen geschönt oder gefälscht wurden. Diese Information gibt er der Wirtschaftspresse weiter, nach einer Veröffentlichung sinkt der Aktienkurs der betroffenen Firma meist dramatisch, der Spekulant kann mit Leerverkäufen beträchtliche Gewinne erzielen. Zwei prominente Beispiele sind der Wirecard-Skandal, in dem die Bilanz gefälscht war und der Angriff auf die Adani Group, bei dem der Vorwurf lautete, dass Tochterfirmen in der Bilanz überbewertet wurden.

## Meinungen
Befürworter von Leerverkäufen argumentieren, dass diese Praxis ein wesentlicher Bestandteil der Preisfindung ist. Finanzforscher der Duke University zeigten in einer Studie, dass Leerverkaufszinsen ein Indikator für eine schlechte zukünftige Aktienentwicklung sind und dass Leerverkäufer Marktfehler hinsichtlich der Fundamentaldaten von Unternehmen ausnutzen.
Namhafte Investoren wie Seth Klarman und Warren Buffett haben gesagt, dass Leerverkäufer dem Markt helfen. Klarman argumentierte, dass Leerverkäufer ein nützliches Gegengewicht zur weit verbreiteten Aufwärtsstimmung an der Wall Street seien, während Buffett glaubt, dass Leerverkäufer nützlich seien, um betrügerische Buchhaltung und andere Probleme bei Unternehmen aufzudecken.
Der Shortseller James Chanos erlangte große Aufmerksamkeit, als er ein früher Kritiker der betrügerischen Buchhaltungspraktiken von Enron war. Chanos reagiert auf Kritiker von Leerverkäufen, indem er auf die entscheidende Rolle hinweist, die sie im Laufe der Jahre bei der Identifizierung von Problemen bei Enron, Boston Market und anderen „Finanzkatastrophen“ gespielt haben. Im Jahr 2022 erlangten forschungsorientierte Leerverkäufer weithin Anerkennung dafür, dass sie die Betrugsfälle mit chinesischen Aktien aufgedeckt hatten.
Mehrere Studien zur Wirksamkeit von Regulierungen von Leerverkäufen weisen darauf hin, dass Leerverkaufsverbote nicht zu einer moderateren Marktdynamik beitragen.